# Heinrich Wilhelm Dove
Heinrich Wilhelm Dove (ur. 6 października 1803 w Legnicy, niem. Liegnitz, zm. 4 kwietnia 1879 w Berlinie) – niemiecki fizyk i meteorolog. Laureat Medalu Copleya.

## Życiorys
Dove studiował historię, filozofię i nauki przyrodnicze na Königliche Universität Breslau w latach 1821–1824. Od 1824 kontynuował studia na uniwersytecie w Berlinie, ukończone w 1826 roku. W 1828 roku został profesorem na uniwersytecie w Królewcu. Od następnego roku był związany z uniwersytetem w Berlinie.
W 1845 r. został profesorem zwyczajnym na Uniwersytecie Humboldta w Berlinie, gdzie został wybrany rektorem (1858–1859 i ponownie 1871–1872). W 1849 roku został dyrektorem Instytutu Meteorologicznego (Königlich Preußische Meteorologische Institut).
Był uważany przez niektórych za pioniera w dziedzinie meteorologii i miał istotny wpływ na rozwój tej dziedziny nauki.
W 1828 r. Dove zauważył, że tropikalne cyklony obracają się w kierunku przeciwnym do ruchu wskazówek zegara na półkuli południowej, a północnej – przeciwnie. Studiował również dystrybucję ciepła na powierzchni Ziemi, wpływ zmian klimatycznych na wzrost roślin i in.
Jest autorem m.in. książki pt. The law of storms, wydanej po raz pierwszy w 1862 roku, wielokrotnie wznawianej (wersja niemieckojęyczna pt. Das Gesetz der Stürme, 1866) oraz m.in.:
- Über den Zusammenhang der Wärmeveränderungen der Atmosphäre mit der Entwicklung der Pflanzen (1846)
- Ueber Elektricität (1848)
- Darstellung der Farbenlehre und optische Studien (1863)
- Eiszeit, Föhn und Scirocco (1867)

## Stowarzyszenia i wyróżnienia
- Członek pruskich Akademii Nauk, 1837
- Członek Royal Society, 1850
- Członek Królewskiej Holenderskiej Akademii Sztuk i Nauk, 1861[6]
- Laureat nagrody Copley Medal, 1853
- Pour le Mérite za Naukę i Sztukę (1860)[7].

- Dove – krater na księżycu nazwany jego nazwiskiem